# Богословский вестник
Богословский вестник (дореф. Богословскій Вѣстникъ) — ежемесячный российский богословский журнал.

## История
Богословский вестник издавался с 1892 года Московской духовной академией с разрешения Святейшего Синода.
Журнал пришёл на смену «Прибавлениям к творениям святых отцов». В качестве приложения к журналу решено было продолжать издавать святоотеческие творения. Журнал скоро приобрёл значительный авторитет и популярность.
Основными подписчиками журнала являлись представители городского и сельского духовенства. Также издание получали духовные школы, монастыри, светские учебные и научные учреждения, библиотеки, иностранные подписчики.
В первый год издания тираж журнала составлял 2400 экземпляров, в 1893—1911 годах печаталось 1500—1800 экземпляров, с 1912 года — 800—900 экземпляров.
В 1892—1900 годах выходило по 12 номеров в год, объём каждого составлял от 250 до 300 страниц. С 1901 года стал выпускаться сдвоенный номер (№ 7-8) за июль-август, с 1914 года число сдвоенных номеров стало расти и достигло максимума в 1917 году.
Последний выпуск журнала вышел в марте 1918 года, после чего, по решению Совета Московской духовной академии, издание «Богословского вестника» было прекращено. С 1892 по 1918 годы было издано 287 книг (321 номер в 85 томах).

## Содержание
Каждый номер состоял из 5 разделов:
1. творения святых отцов;
2. богословские, философские и исторические исследования;
3. материалы о современной церковной жизни и хроника Московской духовной академии;
4. критические рецензии и библиография;
5. материалы магистерских и докторских диссертаций, протоколы заседаний Совета академии, каталог академической библиотеки и прочее.

## Новый «Богословский вестник»
С 1993 года Московской духовной академией с разной периодичностью издаётся с тем же названием сборник богословских трудов. Выпуски № 1 (вып 1-2) вышел в 1993 году, № 2 (1996), № 3 (2003), 4 (2004), 5-6 (2005—2006), 7 (2007), 8-9 (2008—2009), 10 (2010).
C 2015 г. выходит четыре раза в год (один выпуск в квартал).

## Редакторы
- 1892—1893 — Горский-Платонов Павел Иванович, профессор
- 1893—1898 — Соколов Василий Александрович, профессор
- 1898—1903 — Спасский Анатолий Алексеевич, профессор
- 1903—1906 — Попов Иван Васильевич, профессор
- 1906—1907 — Андреев Иван Дмитриевич, профессор
- 1907 — август 1909 — Покровский Александр Иванович, профессор
- сентябрь — октябрь 1909 — Орлов Анатолий Петрович, профессор
- ноябрь 1909 — сентябрь 1912 — Заозерский Николай Александрович, профессор
- сентябрь 1912 — май 1917 — Флоренский Павел Александрович, профессор, священник
- май 1917 — март 1918 — Тареев Михаил Михайлович, профессор
- 1993—1996 — Осипов Алексей Ильич, профессор
- 1998—2002 — Гаврюшин, Николай Константинович, доцент
- 2002—2018 — Евгений (Решетников), архиепископ
- 2018—2022 — Дионисий (Шлёнов), игумен